# ذكرى سنوية

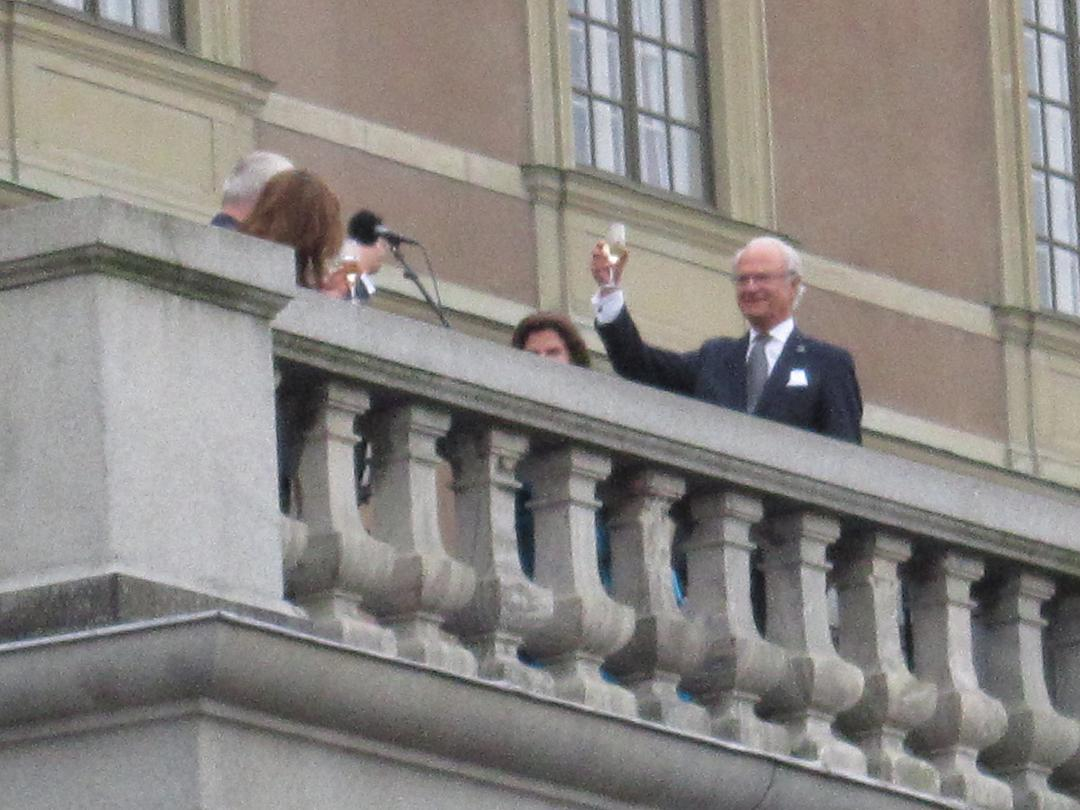

الذكرى السنوية هو يوم من أيام السنة يصادف ذكرى أو احتفالية معينة وقعت في ذات التاريخ. على سبيل المثال، إذا وقع حدث معين في أول يوم من شهر في سنة ما، فسيصادف ذلك اليوم بعد مرور سنة الذكرى السنوية الأولى لذلك الحدث.
يشمل استخدام مفهوم الذكرى السنوية مجالات مختلفة من الحياة، فهي إما أن تكون على صعيد شخصي مثل ذكرى الزفاف، أو على صعيد وطني عند وقوع حدث تاريخي أو عند تكريم شخصيات مؤثرة بالإشارة إلى الذكرى السنوية إلى ولادتها أو ووفاتها. كما يمكن أن تكون الاحتفالية بالذكرى السنوية على صعيد ديني عند وقوع حدث له أهمية كبيرة عند أتباع ذلك الدين.

## اقرأ أيضاً
- يوم وطني
- يوم عالمي